# Nicole Callisto
Pour les articles homonymes, voir Callisto.
Nicole Callisto, née le 12 novembre 1987 à Joondalup (en), est une coureuse cycliste australienne, spécialiste du BMX.

## Palmarès en BMX

### Jeux olympiques
- Pékin 2008
  - 6e du BMX

### Championnats du monde
- Paris 2005
  -  Championne du monde de BMX juniors
- Adélaïde 2009
  - 7e du BMX

### Coupe du monde
- 2007 : 5e du classement général
- 2008 : 16e du classement général
- 2010 : 20e du classement général
- 2012 : 33e du classement général

### Championnats d'Australie
- 2005
  -  Championne d'Australie de BMX